# Jimmy Medranda
Jimmy Medranda (Mosquera, 1994. február 7. –) kolumbiai labdarúgó, az amerikai San Antonio hátvédje.

## Pályafutása
Medranda a kolumbiai Mosquera városában született. Az ifjúsági pályafutását a Deportivo Pereira akadémiájánál kezdte.
2012-ben mutatkozott be a Deportivo Pereira felnőtt keretében. A 2013-as szezonban az észak-amerikai első osztályban szereplő Sporting Kansas City csapatát erősítette kölcsönben. A lehetőséggel élve, 2014-ben az amerikai klubhoz igazolt. 2020-ban a Nashville-hez, majd a Seattle Soundershez igazolt. 2023. január 1-jén egyéves szerződést kötött a Columbus Crew együttesével. Először 2023. március 12-én, a Toronto ellen idegenben 1–1-es döntetlennel zárult bajnoki 73. percében, Yaw Yeboah cseréjeként lépett pályára, majd két perccel később megszerezte első gólját is a klub színeiben.

## Statisztikák
| Klub                 | Szezon   | Osztály  | Bajnokság | Bajnokság | Kupa  | Kupa | Nemzetközi | Nemzetközi | Összesen | Összesen |
| Klub                 | Szezon   | Osztály  | Meccs     | Gól       | Meccs | Gól  | Meccs      | Gól        | Meccs    | Gól      |
| -------------------- | -------- | -------- | --------- | --------- | ----- | ---- | ---------- | ---------- | -------- | -------- |
| Sporting Kansas City | 2013     | MLS      | 1         | 0         | 0     | 0    | —          | —          | 1        | 0        |
| Sporting Kansas City | 2014     | MLS      | 5         | 0         | 1     | 1    | 1          | 0          | 7        | 1        |
| Sporting Kansas City | 2015     | MLS      | 7         | 0         | 0     | 0    | —          | —          | 7        | 0        |
| Sporting Kansas City | 2016     | MLS      | 29        | 1         | 2     | 0    | 1          | 0          | 32       | 1        |
| Sporting Kansas City | 2017     | MLS      | 34        | 2         | 5     | 0    | —          | —          | 39       | 2        |
| Sporting Kansas City | 2018     | MLS      | 12        | 2         | 0     | 0    | —          | —          | 12       | 2        |
| Sporting Kansas City | 2019     | MLS      | 10        | 0         | 1     | 0    | —          | —          | 11       | 0        |
| Sporting Kansas City | Összesen | Összesen | 98        | 5         | 9     | 1    | 2          | 0          | 109      | 6        |
| Nashville            | 2020     | MLS      | 1         | 0         | 0     | 0    | —          | —          | 1        | 0        |
| Seattle Sounders     | 2020     | MLS      | 3         | 0         | 0     | 0    | —          | —          | 3        | 0        |
| Seattle Sounders     | 2021     | MLS      | 25        | 4         | 0     | 0    | 3          | 0          | 28       | 4        |
| Seattle Sounders     | 2022     | MLS      | 21        | 0         | 1     | 1    | 1          | 0          | 23       | 1        |
| Seattle Sounders     | Összesen | Összesen | 49        | 4         | 1     | 1    | 4          | 0          | 54       | 5        |
| Columbus Crew        | 2023     | MLS      | 10        | 1         | 2     | 0    | —          | —          | 12       | 1        |
| Összesen             | Összesen | Összesen | 158       | 10        | 12    | 2    | 6          | 0          | 176      | 12       |

## Sikerei, díjai
Sporting Kansas City
- MLS
  - Bajnok (1): 2013

- US Open Cup
  - Győztes (2): 2015, 2017

Seattle Sounders
- MLS
  - Ezüstérmes (1): 2020

- CONCACAF-bajnokok ligája
  - Győztes (1): 2022

Columbus Crew
- MLS
  - Bajnok (1): 2023